# Mortadela
Mortadela je druh jemného měkkého vepřového salámu, obsahujícího kostky vepřové slaniny a koření (zejména černý pepř, myrtu, olivy a pistácie). Mortadela pochází z Itálie, kde je boloňská mortadela (mortadella di Bologna) od roku 1998 chráněným zeměpisným označením Evropské unie. Mortadela je populární rovněž na Pyrenejském poloostrově, kde se v ní často vedle kousků sádla objevují také olivy.
Použití mortadely v kuchyni je velmi univerzální, hodí se k přípravě studených i teplých pokrmů. Přidává se do sendvičů, její rolky se plní sýrem nebo se přidává do slaného koláče z listového těsta. Kromě toho se používá na plnění rozmanitých těstovin nebo se s její pomocí dělají masové kuličky.